# Avantasia
Avantasia je projekt metalové opery vytvořený Tobiasem Sammetem, zpěvákem a skladatelem skupiny Edguy, v roce 1999. Z původně jednorázového projektu, pod jehož názvem na začátku 21. století vyšla dvě power/speedmetalová konceptuální alba, se roku 2006 stala plnohodnotná hudební skupina tvořená duem Sammet a Sascha Paeth, přičemž druhý jmenovaný kromě postu kytaristy obstarává také celkovou produkci alb a organizaci nahrávání. Sammet se místo fiktivních fantasy příběhů soustředil spíše na své vlastní pocity, tři studiová alba vydaná v letech 2008 až 2010 tak kombinují více hudebních stylů a žánrů; od power metalu až po pop rock, a textově jsou vnitřní zpovědí tohoto skladatele. K formě konceptuálního příběhu se Avantasia navrátila na dalších třech deskách, přičemž na druhé z nich, Ghostlights (2016), je patrný také určitý návrat k hudebnímu stylu prvních dvou alb. Zároveň jsou zde ale také zastoupené motivy z dalších desek toho projektu.
Na všech albech Avantasia se podílí velké množství hostujících zpěváků a instrumentalistů, ke stálým personám patří například Michael Kiske, Oliver Hartmann, Jørn Lande, Bob Catley, Michael Rodenberg či Amanda Somerville. Přestože se jedná o projekt s velkým množstvím hudebníků, Sammetovi s Paethem se daří v rámci podpory alb pořádat samostatná turné po téměř celé Evropě, Americe či také vystoupení v Japonsku.
2. dubna 2019 odehráli nejdelší koncert v ČR ve Forum Karlín v Praze (3 hodiny)

## Historie

### Metalová opera (1999–2002)

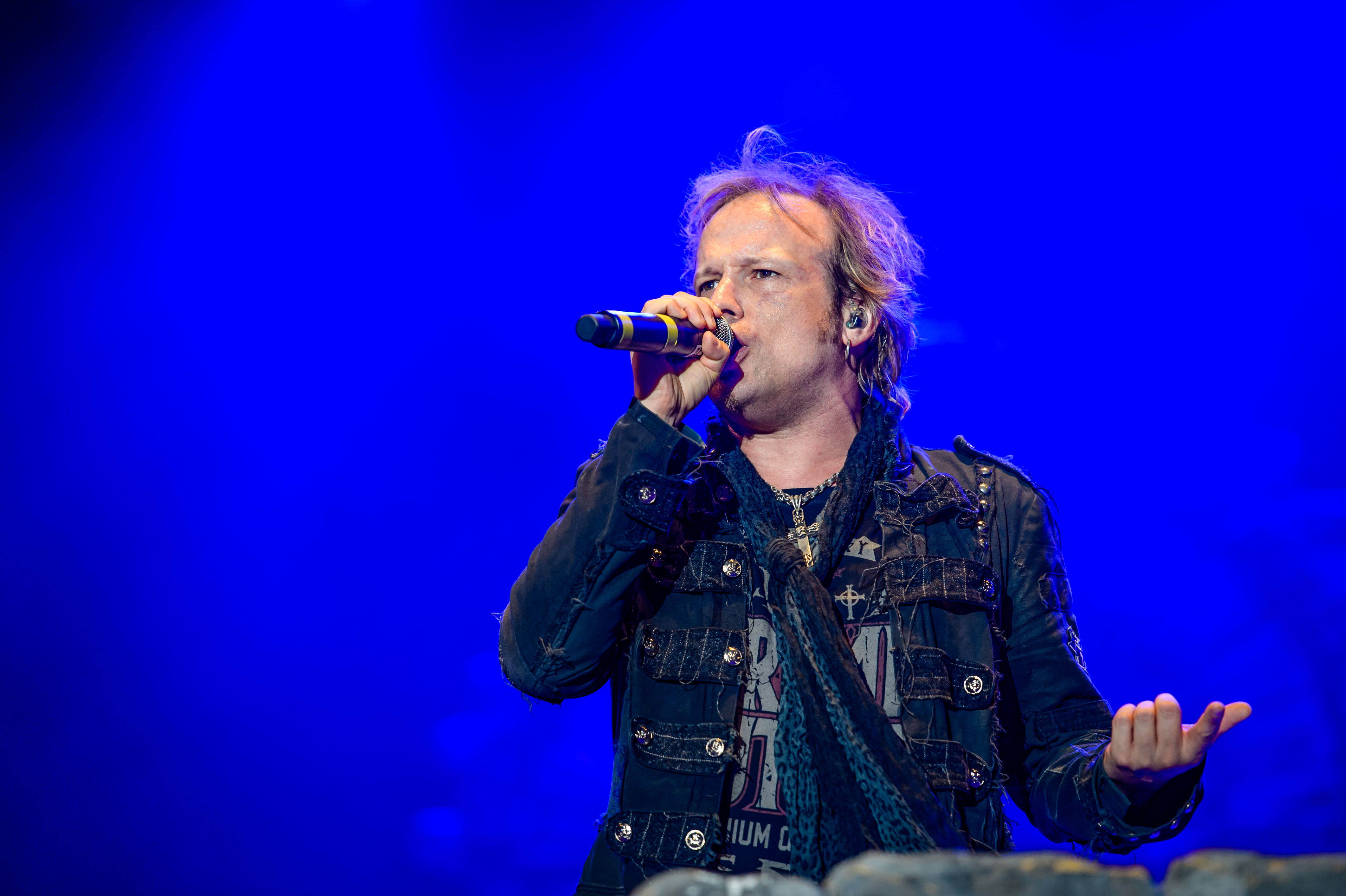
Tobias Sammet během vystoupení s Avantasií roku 2016

První nápady na napsání metalové opery začal Tobias Sammet, hlavní skladatel a zpěvák v té době začínající německé powermetalové hudební skupiny Edguy, zapisovat v roce 1999 během turné k albu Theater of Salvation jeho domovské kapely. Tehdy zamýšlel pouze jednorázový studiový projekt rozdělený na dvě konceptuální alba. Jednalo se o speed/powermetalové desky The Metal Opera (2001) a The Metal Opera Part II (2002), které hudebně nepřímo navazovaly na dvojici alb Keeper of the Seven Keys Part 1 (1987) a Keeper of the Seven Keys Part 2 (1988) skupiny Helloween. Sammet album textově zaobalil do fantasy příběhu fiktivní postavy Gabriela Laymanna, učně Řádu bratří kazatelů, ze 17. století a na nahrávání si pozval řadu hostů. Nahrávání zpěvů se mimo jiné zúčastnili Andre Matos, Michael Kiske, Kai Hansen, Sharon den Adel či Oliver Hartmann. Hudební nástroje obsadili kromě Sammeta, jenž hrál na klávesy, další čtyři hudebníci; Henjo Richter (kytara), Jens Ludwig (kytara), Markus Großkopf (basová kytara) a Alex Holzwarth (bicí souprava). V rámci nahrávání druhého dílu opery se ke zpěvákům připojili Bob Catley a Rob Rock. Na The Metal Opera Part II Sammet hojně využil sborové refrény, které se následně staly jedním z poznávacích znaků jeho hudby.
Obě alba byla hudebními kritiky hodnocena kladně a jsou považována za jeden z vrcholů Avantasie, sám Sammet je označil za „něco výjimečného“. Celé nahrávání pro něj ovšem znamenalo spousty stresových situací, kdy se dle vlastních slov dostal „až na hranice svých možností“, a to hlavně z důvodu náročnosti organizování tak velkého projektu s tak málo zkušenostmi. Právě proto už dále neměl chuť se do podobného projektu znovu pouštět. Ostatní členové Edguy Sammeta od začátku plně podporovali a dle Dirka Sauera, kytaristy této skupiny, získali Edguy díky hostům působícím v Avantasii hodně nových fanoušků.

### Obnovení projektu (2006–2008)

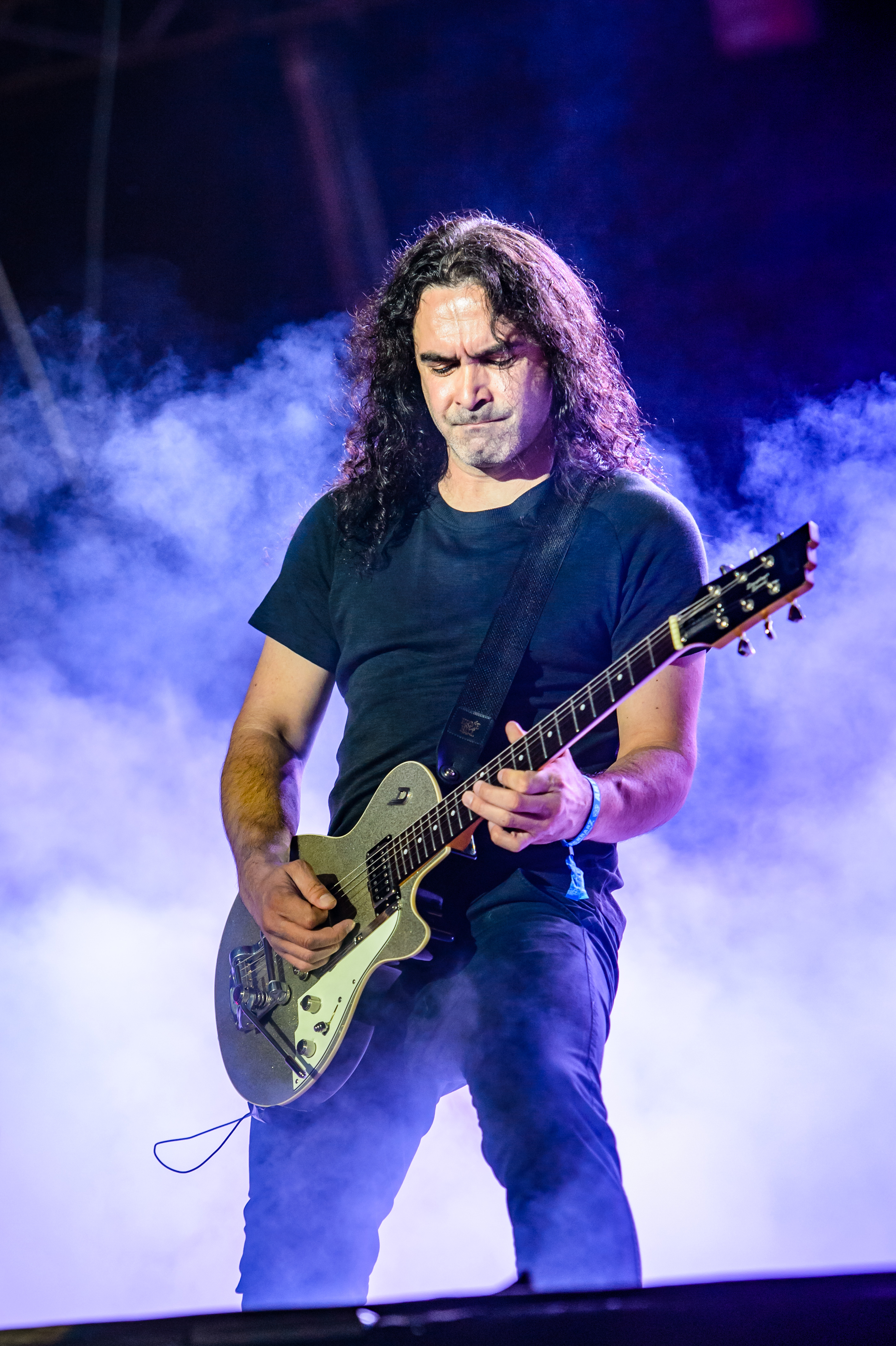
Sascha Paeth během vystoupení s Avantasií roku 2016

Přestože byl Sammet rozhodnut v projektu nepokračovat a plně se věnovat Edguy, nakonec se rozhodl nahrát další desku. K tomu ho dovedly prosby fanoušků a přátel, kteří ho přesvědčovali, že již má mnohem více zkušeností než při nahrávání prvních dvou alb. Sammet měl zároveň k dispozici mnohem více peněz a finančně ho zajišťovalo vydavatelství Nuclear Blast. Na jeho rozhodnutí měl také obrovský vliv Sascha Paeth, bez kterého by dle Sammeta žádné pokračování Avantasie nebylo. Právě Paeth, německý producent a zvukový technik, se postaral o kompletní organizaci, takže se Sammet mohl věnovat pouze hudbě. Myšlenkou Sammeta ovšem nebylo natočit pokračování předchozích alb, nýbrž album pro jeho vlastní potěšení. Deska The Scarecrow tak spojuje hard rock, speed metal, klasický heavy metal či rock – Sammetovy v té době oblíbené hudební žánry. Deska textově referovala o autorových pocitech a jeho duši, jednalo se o Sammetovu „vnitřní zpověď“.
Na nahrávání alba se podílelo trojčlenné jádro Tobias Sammet (zpěv, basová kytara), Sascha Paeth (kytary) a Eric Singer (bicí souprava). Jelikož chtěli dosáhnout vysoké technické úrovně zvuku bicích, zamluvili si na týden drahé německé studio, které slouží pouze pro nahrávání tohoto nástroje. Nahrávání ostatních částí skladeb probíhalo v Paethově studiu Gate Studio ve Wolfsburgu, někteří hosté dorazili osobně, jiný své party nahráli ve svých studiích. Jako hosté do nové Avantasie přijali pozvání zpěváci Roy Khan, Jørn Lande, Michael Kiske, Bob Catley, Amanda Somerville, Oliver Hartmann a Alice Cooper. Sám Sammet se snažil nezpívat jen jedním stylem, nýbrž zkoušel různé polohy a barvy hlasu. Některé kytarové party a sóla nahráli Henjo Richter, Kai Hansen a Rudolph Schenke a na klávesy hrál Michael Rodenberg. Vydání alba předcházely singly „Lost in Space Part I“ a „Lost in Space Part II,“ které se umístily na deváté pozici v německé hitparádě singlů. The Scarecrow nakonec vyšlo na začátku ledna roku 2008 a umístilo se mimo jiné na osmé příčce v německé hitparádě Media Control Charts a na desáté pozici v švédském žebříčku Sverigetopplistan.
V rámci podpory desky se Sammet rozhodl s Avantasií odehrát pár koncertů na některých velkých festivalech, mezi nimiž byl i český Masters of Rock. Jádro kapely pro živá vystoupení tvořil Sammet, na kytary hráli Paeth a Hartmann, basy se ujal Robert Hunecke-Rizzo, postu klávesisty Rodenberg a za bicí usedl Felix Bohnke. Z hostujících zpěváků se koncertů zúčastnili Lande, Somerville, Catley, Claudy Yang a Andre Matos. Vystoupení na Masters of Rock a na Wacken Open Air bylo zaznamenáváno a později vydáno na DVD a CD pod názvem The Flying Opera.

### Plnohodnotné turné (2009–2011)

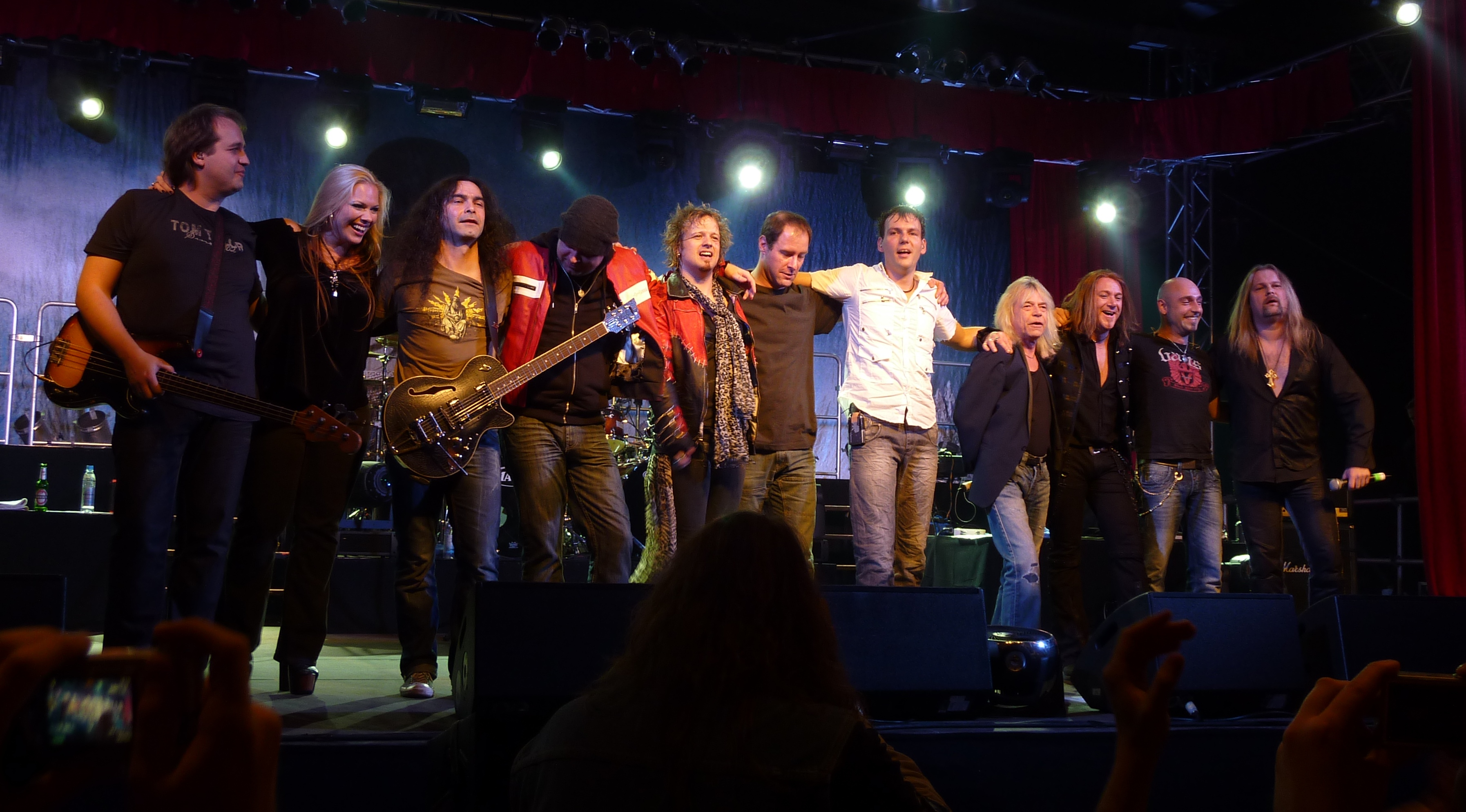
Avantasia po koncertu v roce 2010; zleva: Hunecke-Rizzo, Somerville, Paeth, Kiske, Sammet, Rodenberg, Bohnke, Catley, Hansen, Hartmann a Lande

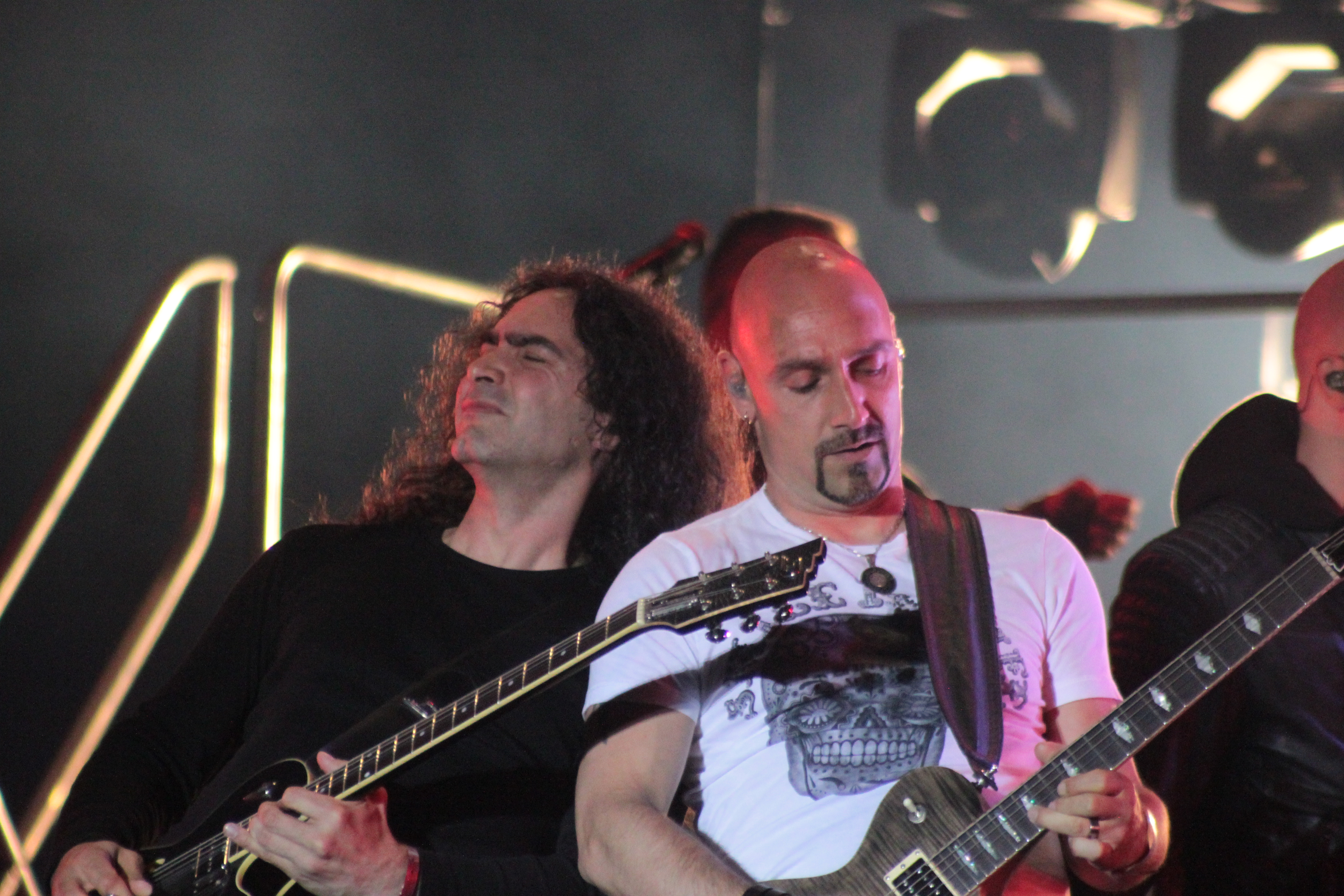
Zleva: Paeth a Oliver Hartmann, kytaristé Avantasie, v roce 2013

Již při nahrávání písní pro The Scarecrow měl Sammet dostatek složených skladeb, aby mohl vydal dvojalbum. Jelikož se ovšem toto album značně lišilo od prvních dvou desek Avantasie, nechtěl tím fanoušky zatěžovat a rozhodl se nechat tyto skladby pro další album. Opět se tedy jedná textově o příběhy, které jsou určitou autorovou osobní reflexí a jenž vychází z jeho zkušeností. Při nahrávání dalšího alba ale dostávali Sammet a Paeth nové nápady, takže se rozhodly udělat desky dvě; The Wicked Symphony a Angel of Babylon. Jejich vydání se ovšem dlouho odkládalo, jednak z důvodu neustále přicházejících nových nápadů, jednak protože Sammet zároveň vystupoval na turné společně se svojí domovskou skupinou Edguy. Bubeník Eric Singer se zase nemohl nahrávání v jednu chvíli zúčastnit a jelikož Sammet a Paeth nemohli čekat, oslovili Alexe Holzwartha a Felixe Bohnkeho; bicí tedy nahrávali celkem tři hudebníci s odlišnými styly, což dle Sammeta přidalo desce „na atraktivitě“. Obě alba vyšla 3. dubna 2011 pod vydavatelstvím Nuclear Blast. Jako hostující zpěváci se na nich představili Lande, Kiske, Catley, Klaus Meine, Tim Owens, Cloudy Yang, Matos, Ralf Zdiarstek, Russell Allen a Jon Oliva. Na kytary hráli Hartmann, Paeth a Bruce Kulick, o orchestraci se postaral Rodenberg, který spolu s Jensem Johanssonem obsadil také post klávesisty.
Samotné The Wicked Symphony se umístilo na druhém místě v německé hitparádě a na deváté pozici v rakouské Ö3 Austria Top 40. Boxset obsahující obě alba se dostal na sedmé místo ve švýcarském žebříčku Schweizer Hitparade. Místo vystupování na letních festivalech se tentokrát Sammet rozhodl se svým projektem uspořádat vlastní plnohodnotné koncertní turné, které čítalo celkem jedenáct vystoupení v některých evropských státech, přičemž každé trvalo téměř tři hodiny. Sestava hudebníků pro tuto koncertní sérii probíhající v prosinci roku 2010 zůstala až na dvě výjimky stejná jako při turné k The Scarecrow; Kiske nahradil Matose a Cloudy Yang se turné vůbec nezúčastnila.

### Další příběh (2012–2017)
Ke konci roku 2012 začali Sammet a Paeth pracovat na v pořadí šestém studiovém albu Avantasie. To dostalo název The Mystery of Time a vyšlo na jaře dalšího roku. Příběh byl tentokrát umístěn do Spojeného království v období viktoriánském a vyprávěl o mladém vědci Aaronovi Blackwellovi snažícím se zkoumat a vysvětlit souvislosti mezi Bohem, časem a vědou. Jako hostující zpěváci se na desce představili Joe Lynn Turner, Kiske, Biff Byford, Ronnie Atkins, Eric Martin, Catley a Cloudy Yang, na kytary kromě Paetha hráli Hartmann, Kulick a Arjen Lucassen, bicí nahrál Russell Gilbrook a o zvuk kláves se opět postaral Rodenberg. Na nahrávání se podílel také filmový orchestr Deutsches Filmorchester Babelsberg.
The Mystery of Time se v první desítce evropských hitparád umístilo v Německu (2. místo), Švýcarsku (5. místo), Švédsku a Finsku (oba 9. místo). Avantasia se tentokrát vypravila na mnohem větší turné, než v předchozích dvou případech, a odehrála přes 30 vystoupení. Samostatné koncerty opět trvaly tři hodiny, na festivalech byl koncertní set zkrácen na dvě hodiny. V jádru kapely došlo k jedné změně, a to na postu baskytaristy; jelikož se Hunecke-Rizzo nemohl turné zúčastnit, na basu hrál André Neygenfind. Jako hostující zpěváci vystupovali Kiske, Martin, Somerville, Atkins, Thomas Rettke a Catley.

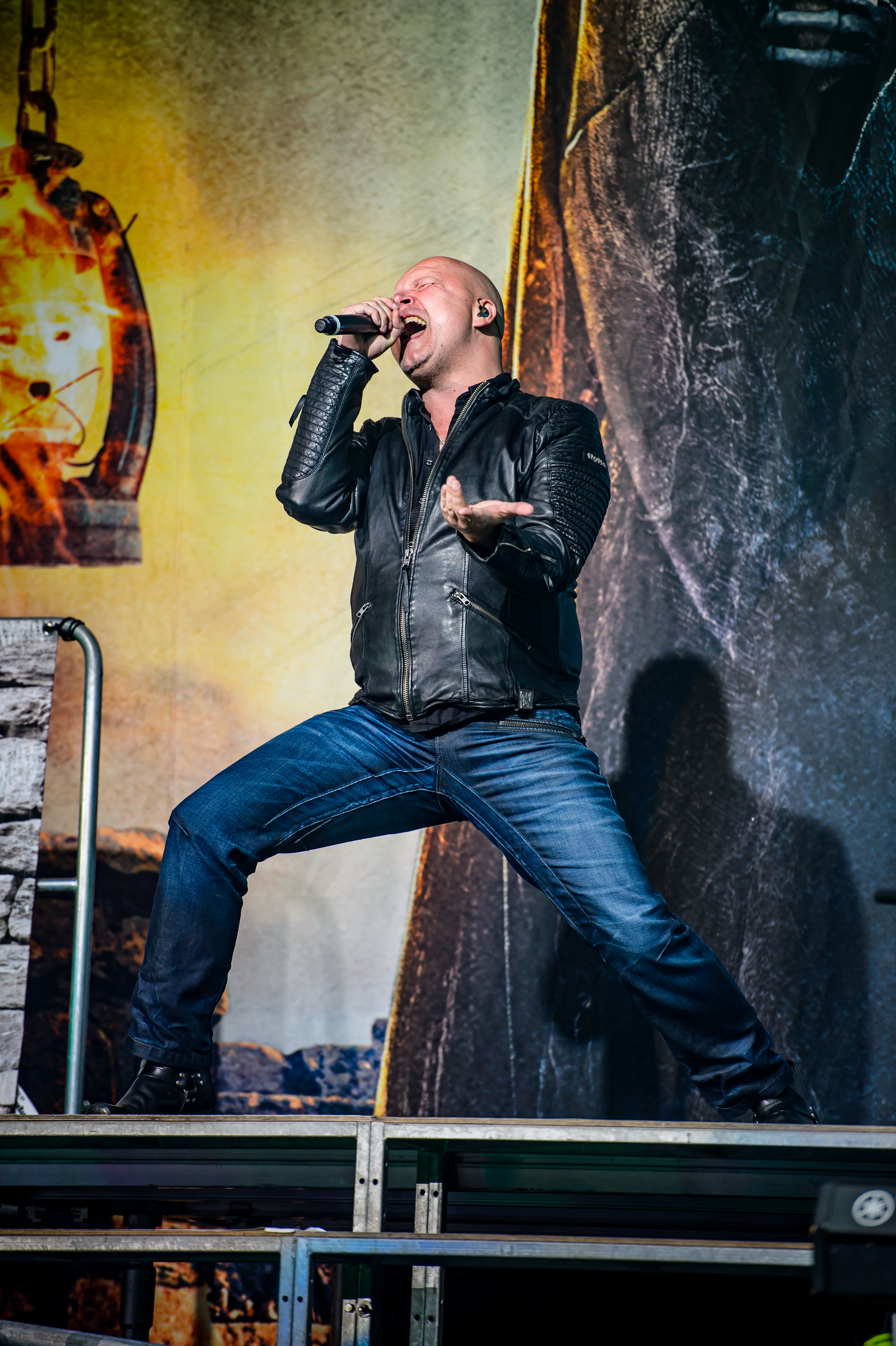
Michael Kiske vystupující s Avantasií v roce 2016

Již během práce na The Mystery of Time byl Sammet rozhodnut, že natočí také sequel k tomuto albu. Na nové desce začalo duo Sammet a Paeth pracovat prakticky ve chvíli, kdy první jmenovaný dokončil na začátku roku 2014 nahrávání alba Space Police: Defenders of the Crown (2014) skupiny Edguy první nahrávání proběhlo na přelomu října a listopadu téhož roku. Nová deska je hodně specifická zvukem klasického piana, které se objevuje ve většině písní; dle Sammeta „vyplňuje zvukovou díru mezi kytarami a multi-zvukovými klávesami“. Oproti předchozím nahrávkám se ale jedná o mnohem více metalové album, které je hudebně podobné prvním dvěma deskám, ač se nejedná o úplný návrat k původnímu speed metalu. Sammet totiž zároveň uplatňuje prvky, které použil na albech The Scarecrow a The Wicked Symphony. Z hudebníků na desce hráli Paeth (kytary, basová kytara), Hartmann, Kulick (oba kytary), Rodenberg (klávesy, piano, orchestrace) a bicí nahrál Bohnke. Na zpěvu se kromě Sammeta podílelo dalších deset zpěváků; Lande, Atkins, Robert Manson, Dee Snider, Geoff Tate, Kiske, Herbie Langhans, Sharon den Adel, Marco Hietala a Catley. Album dostalo název Ghostlights a vyšlo v lednu roku 2016.
Deska znamenala pro Avantasii historický úspěch v hitparádách, v první desítce se umístila celkem v devíti žebříčcích a kromě Evropy bodovala také v Severní Americe, konkrétně v hitparádách USA a Kanady zaměřujícími se na tvrdší hudbu. Z evropských zemí se mimo klasické státy jako jsou Německo, Švédsko, Švýcarsko a Rakousko Ghostlights umístilo také v Česku, konkrétně na druhé příčce dle hodnocení IFPI. Deska zaznamenala úspěch také v Japonsku, kde se dostala na jedenácté místo. S úvodní písní „Mystery of a Blood Red Rose“ se Avantasia pokusila dostat do soutěže Eurovision Song Contest 2016, skončila ovšem v německém kole na třetím místě a do mezinárodního kola nepostoupila.
Během období od března do srpna 2016 proběhlo k podpoře Ghostlights po Evropě, Americe a Japonsku koncertní turné, během něhož Avantasia odehrála jak samostatné tříhodinové koncerty, tak také vystoupení na festivalech. V rámci samostatných koncertů vystoupila mimo jiné v Česku, kde ve vyprodaném pražském Foru Karlín své vystoupení zaznamenávala. Turné se kromě klasické sestavy Avantasie zúčastnili zpěváci Atkins, Catley, Kiske, Lande, Langhans, Martin a zpěvačka Somerville. Přestože během roku 2017 slavil Sammet se svými spoluhráči z Edguy 25 let od založení této skupiny a vystupoval po Evropě na jejím výročním turné, odehrál s Avantasií během léta tři vystoupení, z toho jedno na festivalu Wacken Open Air. Tohoto krátkého turné se nemohl zúčastnit Michael Kiske, naopak na něm vystupoval Geoff Tate.

### Sammetova záchranná brzda (od 2018)
Po skončení turné s Edguy Sammet potvrdil, že pracuje na novém albu Avantasie. Německý skladatel se v průběhu roku 2016 totiž dostal do situace, kdy „musel vyskočit“ z rozjetého vlaku hudebního průmyslu. Dle jeho slov totiž všichni lidé kolem něj věděli, co by měl dělat a pro jakou ze svých kapel by měl skládat hudbu. Sammet se tedy rozhodl nedělat vůbec nic, „zatáhl za ruční brzdu“ a pustil se do stavby vlastního hudebního studia, ve kterém si pak začal skládat hudbu. Ta původně byla zamýšlená jako sólové album, nakonec z ní ale vzešel nový materiál pro Avanatasii. Velkou inspirací pro Sammeta byla anglická kultura, velká část skládání proběhla v Londýně a Birminghamu. Velký vliv na něj měla též literatura, převážně pak knížky Edgara Allana Poa nebo Williama Somerseta Maughama.
Album příběhově nenavazuje na předchozí dvě desky, nýbrž začíná novou kapitolu. V té každá píseň na albu obsahuje jeden „psychologický příběh“ o „jedinci, kterému se nedaří najít místo v záři světel a všeho líbivého“. Tento jedinec pak dle Sammeta nachází únik ve světě temnoty a získává tam odpovědi, „které mu běžný svět nebyl schopen dát“. Sammet pro album vytvořil „monstrum inspirované vlastními pocity“, které reflektuje jeho vnitřní rozpoložení při psaní desky.
Deska dostala název Moonglow a její vydání proběhlo v únoru roku 2019, přičemž na uvedení v březnu navázalo „světové koncertní turné“. Jako hudebníci se na desce kromě Sammeta již tradičně podíleli Sascha Paeth, Oliver Hartmann (oba kytara), Michael Rodenberg (klávesy) a Felix Bohnke (bicí), mezi hostujícími zpěváky jsou Mille Petrozza, Candice Night, Martin, Lande, Catley, Kiske, Atkins, Hansi Kürsch a Langhans. Album se propracovalo do některých hudebních žebříčků prodejnosti. První místo obsadilo v pro Sammeta domácím Německu, třetí skončilo ve Švýcarsku a čtvrté v Rakousku. V první desítce se pak objevilo ještě ve Švédsku, Španělsku, Skotsku a též v Česku. Na pátou pozici se pak deska dostala v americké a kanadské hitparádě zaměřené na rockovou hudbu.

## Hudební styl

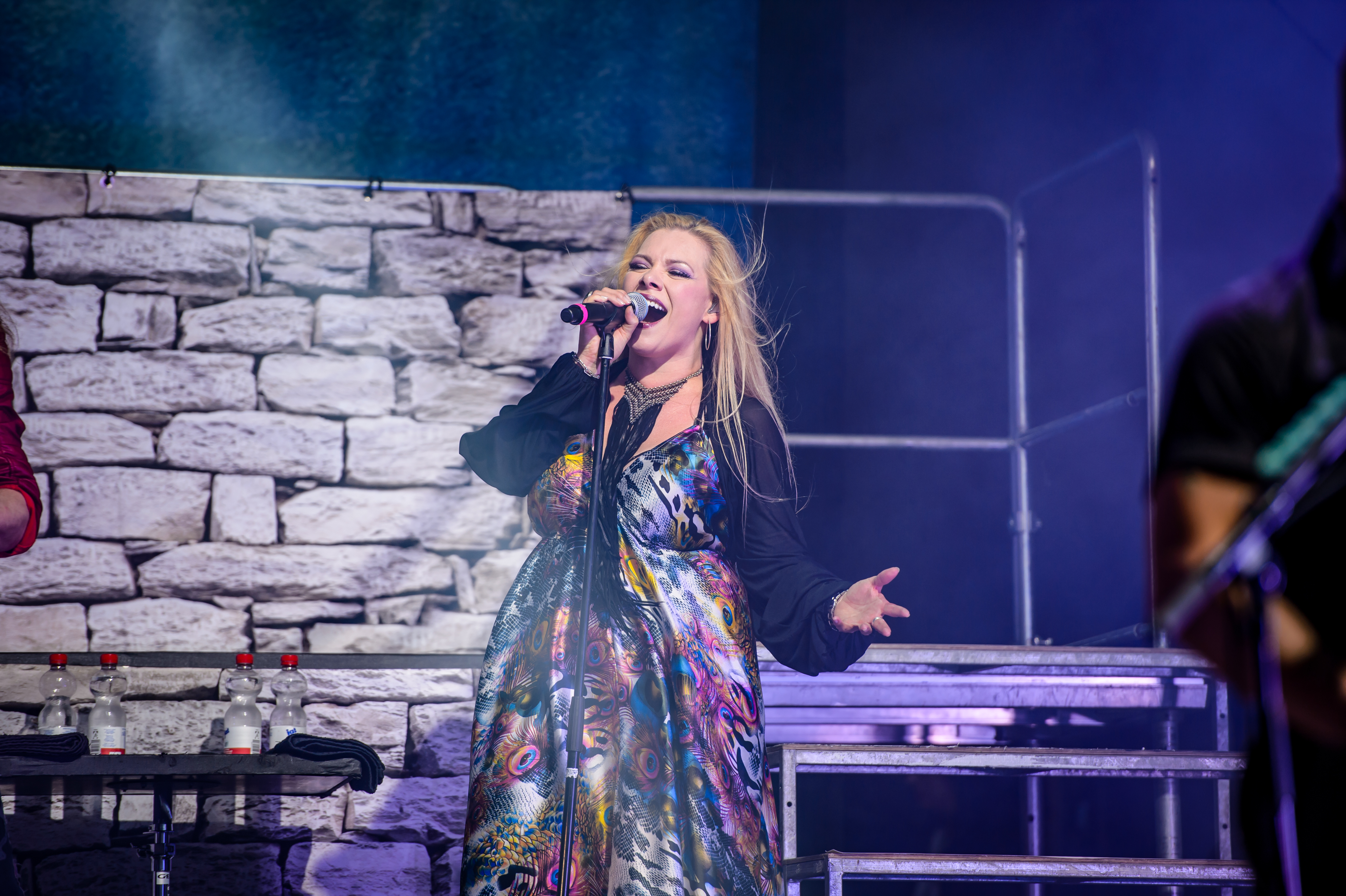
Amanda Somerville vystupující s Avantasií v roce 2016

První dvě alba vydaná na začátku 21. století, The Metal Opera a The Metal Opera Part II byla hudebně čistou kombinací power metalu a speed metalu, jedinou výjimku tvořily balady, které byly hrány v pomalejším tempu a převážně za doprovodu klavíru. Když Sammet v roce 2006 celý projekt obnovoval, rozhodl se nenavazovat na hudební styl prvních dvou desek a napsal album The Scarecrow, které kombinuje jeho oblíbené žánry; kromě speed metalu a power metalu se zde tedy objevily i hardrockové a rockové písně či irské motivy. Kontrast k rychlým písním s tvrdými kytarovými riffy tvoří pomalejší rockové písně, které se místy blíží až k pop rocku. Právě v období alb The Scarecrow, The Wicked Symphony a Angel of Babylon totiž Sammet celkově své skladby zpomaloval a hudebně se přikláněl právě k rocku, což ovlivnilo také celkový zvuk poslední zmiňované desky, kde se objevily rockově laděné kytary. Tohoto stylu se Sammet držel i na dalším albu, The Mystery of Time (2013), zároveň se ale textově navrátil ke konceptu prvních dvou alb; k jednomu ustálenému příběhu. Na tomto albu, které se nahrávalo s živým symfonickým orchestrem, jsou často využity Hammondovy varhany. Deska Ghostlights vydaná o tři roky později pokračovala v příběhu svého předchůdce, kladla ovšem mnohem větší důraz na metalový zvuk a tvrdost kytar. Zároveň se ale na desce objevily prvky, které Sammet uplatňoval na svých předchozích albech, což dle skladatelova názoru ukazuje, „jak variabilní může Avantasia být“.
Avantasia má některé hudební prvky společné se Sammetovou další kapelou Edguy, přičemž se jedná hlavně o sbory. Velké rozdíly jsou ovšem v textech; zatímco u Edguy se jedná spíše o písně s humorným podtextem a vtipnými vsuvkami, v Avantasii Sammet píše skladby buď zapadající do konceptuálního příběhu či texty myšlené jako jeho vlastní zpověď. Druhá možnost je ovšem psaná za pomoci různých metafor a alegorií.

## Obsazení
- Tobias Sammet – zpěv, klávesy
- Sascha Paeth – kytara, basová kytara, produkce
- Felix Bohnke – bicí, perkuse

## Diskografie
- The Metal Opera (2001)
- The Metal Opera Part II (2002)
- The Scarecrow (2008)
- The Wicked Symphony (2010)
- Angel of Babylon (2010)
- The Mystery of Time (2013)
- Ghostlights (2016)
- Moonglow (2019)
- A Paranormal Evening with the Moonflower Society (2022)
- Here Be Dragons (2025)